# Луј де Финес
Луј Жермен Давид де Фин де Галарза (фр. Louis Germain David de Funès de Galarza) је био француски глумац који се сматра једним од великана филмске комедије 20. века. Био је познат по енергичном глумачком стилу те изразитој мимици па је најчешће глумио неуротичне и хиперактивне ликове. Звезда је постао захваљујући филмском серијалу Жандар из Сен Тропеа који је имао шест наставака. Он је омиљени француски глумац, према низу анкета спроведених од касних 1960-их, након што је одиграо преко 150 улога на филму и преко 100 на сцени. Његов глумачки стил памти се по енергичној изведби и широком спектру израза лица и тикова. Значајан део његове најпознатије глуме режирао је Жан Жиро.
Један од најпознатијих француских глумаца свих времена, Луј де Финес такође ужива широко међународно признање. Поред своје огромне славе на француском говорном подручју, он је познат и шире у многим другим деловима света, укључујући земље немачког говорног подручја, бивши Совјетски Савез, бивши Источни блок, Италију, Шпанију, Грчку, Албанију, бившу Југославију, као и у Турској, Ирану, Израелу и Маурицијусу.
Упркос својој међународној слави, Луј де Фин остаје скоро непознат у свету енглеског говорног подручја. Широј публици био је изложен само једном у Сједињеним Државама, 1974. године, издавањем филма Луде авантуре рабина Џејкоба, који се највише памти по плесној сцени рабина Џејкоба и номинован за награду Златни глобус. Луј де Финес има два музеја посвећена његовом животу и глуми: један у Шато де Клермонту, близу Нанта, где је боравио, као и други у граду Сен Рафаел, у јужној Француској.

## Рани живот
Луј де Финес је рођен 31. јула 1914. године у Курбвоа, Сенски висови, од родитеља који су пореклом из Севиље, Шпанија. Пошто су се породице овог пара противиле њиховом браку, побегли су у Француску 1904. Његов је отац, Карлос Луис де Финес де Галарза, племић чија мајка потиче од грофова де Галарза (баскијског порекла). Његов отац је био из Финеса. Био је адвокат у Шпанији, али је по доласку у Француску постао резач дијаманата. Његова мајка, Леонор Сото Регуера, била је Галицијанка, ћерка галицијског адвоката Теолинда Сото Бароа, португалског порекла.
Пријатељима и најближима познат као „Фуфу”, де Финес је говорио француски, шпански и енглески. У младости је волео да црта и свира клавир. Био је студент лицеја Кондорсе у Паризу. Касније је одустао, а његов рани живот био је прилично незапажен; као младић и млада одрасла особа, де Финес је обављао ситне послове, са којих је више пута отпуштан. Постао је барски пијаниста, радећи углавном као џез пијаниста у Пигалу у Паризу, где је засмејавао своје муштерије сваки пут када би направио гримасу. Студирао је глуму годину дана у школи глуме Симон, где је остварио неке корисне контакте, између осталог и са Данијелом Желином. Године 1936, оженио је Гермејн Лоуз Елоди Кароји, са којом је имао једно дете: сина по имену Даниел; пар се развео крајем 1942. До раних 1940-их, де Финес је наставио да свира клавир у клубовима, мислећи да нема много потребе за ниским, ћелавим, мршавим глумцем. Његова супруга и Данијел Желин су га охрабривали док није успео да превазиђе страх од одбијања. Супруга га је подржавала у најтежим тренуцима и помагала му да ефикасно води своју каријеру.
Током окупације Париза у Другом светском рату, наставио је студије клавира у музичкој школи, где се заљубио у секретарицу Жану Бартеми де Мопасан. Она се заљубила у „младића који је свирао џез као Бог”; венчали су се 1943. и остали заједно четрдесет година до де Финесове смрти 1983. Имали су два сина: Патрика (рођен 27. јануара 1944. године), који је постао лекар, и Оливијеа (рођен 11. августа 1949. године), који је постао пилот за Ер Франс Европа и такође је кренуо стопама свог оца поставши глумац. Оливије де Финес је постао познат по улогама које је играо у неким од филмова свог оца (Les Grandes Vacances, Fantômas se déchaîne, Le Grand Restaurant и Hibernatus су најпознатији).

## Позоришна каријера
Де Финес је започео своју шоу-бизнис каријеру у позоришту, где је имао умерен успех и такође је играо мале улоге у филмовима. Након што је стекао статус филмске звезде, наставио је да игра позоришне улоге. Његова сценска каријера кулминирала је величанственим наступом у представи Оскар, улози коју ће неколико година касније поновити у филмској адаптацији.

## Филмска каријера
Године 1945, захваљујући контакту са Данијелом Желином, де Финес је дебитовао на филму са 31 године са малом улогом у La Tentation de Barbizon Жана Стелија. Појављује се на екрану на мање од 40 секунди у улози портира кабареа Ле Парадис, поздрављајући лик Џерома Шамбона у улазном холу и показујући га на дупла врата која воде у главну просторију, говорећи: „C'est par ici, Monsieur” („Овуда, господине“). Шамбон одбија позив, гурајући сам врата уместо да их отвори. Де Финес тада каже: „Bien, il a son compte celui-là, aujourd'hui!” („Па, доста му је било, данас!“).
Наставио је да наступа у 130 филмских улога у наредних 20 година, играјући мање улоге у преко 80 филмова пре него што су му понуђене прве главне улоге. Током овог периода, де Финес је развио дневну рутину професионалних активности: ујутру је радио синхронизацију за признате уметнике као што је Тото, италијански хумориста тог времена; током поподнева се бавио филмским пословима; а увече је наступао као позоришни глумац.
Од 1945. до 1955. појавио се у 50 филмова, обично као статиста или пролазник. Године 1954, је наставио да глуми у филмовима као што су Ah! Les belles bacchantes и Le Mouton à cinq pattes. Пауза је наступила 1956. када се појавио као касапин свињетине на црној пијаци Жамбје (још једна мала улога) у познатој комедији Клода Аутант-Лареа о Другом светском рату, La Traversée de Paris. Постигао је славу 1963. филмом Жана Жироа, Pouic-Pouic. Овај успешан филм је гарантовао Финесу највиши приход у свим његовим наредним филмовима. У својој 49. години, де Финес је неочекивано постао велика звезда међународног угледа успехом филма Le gendarme de Saint-Tropez. Након њихове прве успешне сарадње, редитељ Жан Жиро је видео де Финеса као идеалног глумца за улогу сплеткарског, опортунистичког и улизичког жандарма; први филм је довео до серије од шест.
Друга сарадња са редитељем Жераром Оријем произвела је незабораван тандем де Финеса са Бурвилом — још једним сјајним комичним глумцем — у филму Le Corniaud из 1965. године. Успех партнерства де Финес-Бурвил поновљен је у La Grande Vadrouille, једном од најуспешнијих и најзаноснијих филмова икада снимљених у Француској, који је привукао публику од 17,27 милиона. То остаје његов највећи успех. Ури је осмислио даље видове сарадње двојице хумориста у свом филму La Folie des grandeurs, али Бурвилова смрт 1970. довела је до мало вероватног упаривања де Финеса са Ивом Монтаном у том филму.
На крају, де Финес је постао водећи француски хумористички глумац. Између 1964. и 1979. седам пута је био на врху француских кинематографских прихода најуспешнијих филмова године. Године 1968, сва три његова филма су била међу првих десет у Француској те године, а на врху је био Le Petit Baigneur.
Глумио је са многим водећим француским глумцима свог времена, укључујући Жан Маре и Милен Демонжо у трилогији Фантомас, као и са Жан Габен, Фернандел, Колуш, Ани Жирардо и Ив Монтан. Радио је и са Жаном Жиром у чувеној серији 'Жандарми'. Одступајући од имиџа жандарма, де Финес је сарађивао са Клодом Зидијем, који је за њега написао нови лик пун нијанси и искрености у L'aile ou la cuisse (1976), што је вероватно најбоља од његових улога. Касније су де Финесове значајне музичке способности приказане у филмовима као што су Le Corniaud и Le Grand Restaurant. Године 1964, дебитовао је у првој серији Фантомас, која га је лансирала у суперзвезде.
Године 1975, Ури се поново обратио де Финесу за сарадњу на филму под насловом Le Crocodile, у којем је требало да игра улогу јужноамеричког диктатора. Али у марту 1975, де Финес је хоспитализован због срчаних проблема и приморан да направи паузу од глуме, због чега је Le Crocodile отказан. Након опоравка, појавио се поред другог комичног генија, Колуша, у L'Aile ou la cuisse. Де Финес је 1980. остварио дугогодишњи сан да сними филмску верзију Молијерове драме L'Avare.
Де Финес је снимио свој последњи филм, Le Gendarme et les gendarmettes, 1982. године.

## Стил
За разлику од ликова које је играо, за Де Финеса се говорило да је у стварном животу веома стидљива особа. Способан за изузетно богат и брзо променљив распон израза лица, де Финес је добио надимак „човек са четрдесет лица у минути“. У многим својим филмовима играо је улогу духовито узбудљивог, мрзовољног, средовечног или зрелог човека са склоношћу ка хиперактивности, лошој намери и неконтролисаним нападима беса. Уз његов мали раст – 164 m (538 ft 1⁄2 in) – и изобличење лица, ова хиперактивност је произвела веома комичан ефекат. То је било посебно видљиво када је био у пару са Бурвилом, који је увек добијао улоге смирених, помало наивних, добро расположених мушкараца. У Де Финесовој успешној главној улози у биоскопској верзији Молијерове Шкртце (L'Avare), ове карактеристике су у великој мери мутиране, прожимајући тик испод површине.

## Касније године и смрт
У каснијем делу свог живота, де Финес је постигао велики просперитет и успех. Постао је витез француске Легије части 1973. Живео је у Шато де Клермонту, замку из 17. века који се налази у комуни Селије, 27 km (17 mi) од Нанта на западу Француске. Дворац, са погледом на реку Лоару, наследила је његова супруга, чија се тетка удала за Мопасановог потомка. Де Финес је био љубитељ ружа и засадио је ружичњак на земљишту замка; по њему је названа сорта ружа: ружа Луја де Финеса. Споменик у његову част подигнут је у ружичњаку замка.
У каснијим годинама, де Финес је патио од срчаног обољења након што је имао два срчана удара узрокована претераним напором његових сценских лудорија. Умро је од трећег срчаног удара 27. јануара 1983. године, неколико месеци након што је снимио свој последњи филм. Сахрањен је на гробљу у Селијеу, које које се налази на земљишту замка де Клермонт.

## Наслеђе
Де Финес је приказан на поштанској марки коју је 3. октобра 1998. издала Француска поштанска служба. Такође је приказан у француским стриповима, укључујући коцкара у Lucky Luke („Једноруки бандит“) и као радник филмског студија у Клифтону („Dernière Séance“). Године 2013, у Шато де Клермонту у којем је он боравио створен је музеј посвећен Де Финесу. Године 2019. отворен је још један Де Финесов музеј у Сен Рафаелу, Вар.